# Abu Abd Allah Muhammad II al-Mutawakkil
Abū ʿAbd Allāh Muḥammad II al-Mutawakkil, detto al-Maslūkh, ossia "lo scuoiato" (in arabo ﺍﺑﻮ ﻋﺒﺪ الله محمد المتوكل, ﺍلمسلوخ‎?; ... – Ksar El Kebir, 4 agosto 1578), è stato un sultano dell'al-Maghreb al-Aqṣā (attuale Marocco), appartenente alla dinastia sa'diana, salì al trono dopo la morte del padre Abd Allah al-Ghalib, avvenuta nel 1574, regnando fino al 1576.

## Biografia
Il padre Abd Allah al-Ghalib lo nominò suo successore nonostante la regola di successione della dinastia sa'diana che attribuiva il trono al fratello minore del sultano defunto. L'erede legittimo alla successione sarebbe stato quindi l'esiliato Abd al-Malik. Dopo averlo nominato erede al trono, il padre gli affidò varie missioni, la principale delle quali fu l'assedio della città di Mazagan (conquistata anni prima dai portoghesi), che venne assediata per due mesi, dal 4 marzo al 30 aprile del 1562 , ma alla fine si dovette ritirare a causa delle pesanti perdite subite.
Nel febbraio 1576 lo zio Abu Marwan Abd al-Malik (fuggito anni prima nell'Impero ottomano assieme al fratello Ahmad al-Mansur per paura di essere fatto uccidere da Abd Allah al-Ghalib) invase il Marocco con un esercito ottomano. Gli eserciti di Abu Abd Allah e Abu Marwan si incontrarono ad al-Rukn, vicino a Fès. Quando le truppe moriscos, comandate da Sa'id al-Daghali, disertarono e si unirono ad Abu Marwan Abd al-Malik, Abu Abd Allah, temendo che anche il resto delle sue truppe lo abbandonassero, fuggì prima a Fès, dove raccolse le sue cose più preziose, e poi a Marrakech. Abd al-Malik entrò a Fes senza combattere verso la fine del marzo 1576, quindi pagò i soldati turchi e iniziò a prepararsi per marciare contro Marrakech. I due contendenti si scontrarono a Jandaq al-Rayhan, nei pressi di Salé: Abu Abd Allah Muhammad II fu sconfitto e fuggì nuovamente a Marrakech. Ahmad al-Mansur, fratello di Abd al-Malik, inseguì Abu Abd Allah, costringendolo ad abbandonare Marrakech e a rifugiarsi nei monti. Ahmad occupò Marrakech.
Al-Mutawakkil vagando nei monti riuscì a formare un piccolo esercito e marciò contro Marrakech. Abd al-Malik, sapendo che il rivale stava arrivando, uscì dalla città nella speranza di scontrarsi con lui, ma Abu Abd Allah prese un percorso diverso, riuscendo ad entrare a Marrakech dove venne ben accolto dalla popolazione che lo proclamò sultano. Non riuscì però a occupare la casba (cittadella fortificata) della città, difesa da 3.000 soldati sotto la guida di Maryam, sorella del sultano Abd al-Malik. Abd al-Malik assediò la città e chiamò suo fratello Ahmad al-Mansur, che si trovava a Fès. Quando Ahmad e i rinforzi arrivarono a Marrakech, Muhammad al-Mutawakkil fuggì verso Sus. Ahmad inseguì al-Mutawakkil, che prese di nuovo le strade di montagna, riuscendo ad arrivare a Tangeri, dove chiese aiuto ai portoghesi: Sebastiano I del Portogallo accettò di aiutarlo.
Re Sebastiano sbarcò ad Assilah, da lì marciò in direzione di Ksar El Kebir, una città situata sulla strada per Fes. L'esercito portoghese era composto da una flotta di 500 navi, 2.000 cavalieri e 19.000 fanti, di cui 3.000 mercenari dalle Fiandre e dalla Germania e 300 italiani, Abu Abd Allah Muhammad aveva a disposizione 6.000 uomini; il suo rivale Abu Marwan Abd al-Malik I aveva a disposizione 20.000 archibugieri (di cui 5.000 a cavallo) e 42.000 cavalieri.
Il 4 agosto del 1578 si  svolse la battaglia di Alcazarquivir, detta anche "battaglia dei tre re". La battaglia cominciò quando gli archibugieri a cavallo marocchini attaccarono l'artiglieria portoghese, mentre la fanteria portoghese resistette all'attacco dei fanti maghrebini. Il secondo attacco marocchino di cavalleria sconfisse la cavalleria portoghese su entrambi i fianchi, ma l'attacco si fermò poco dopo e la fanteria portoghese avanzò, lasciando un vuoto sul fianco destro che venne attaccato dagli archibugieri nemici: gran parte dell'esercito portoghese venne distrutto, compreso il re Sebastiano e gran parte della nobiltà portoghese. Dopo la sconfitta Abu Abd Allah Muhammad al-Mutawakkil cercò di fuggire, morì annegato cercando di guadare il fiume Luccus. Anche il sultano Abu Marwan Abd al-Malik I morì durante la battaglia, ma dì cause naturali (era già anziano e molto malato), ma la notizia della sua morte venne tenuta nascosta alle sue truppe fino a che la vittoria totale non venne assicurata.
Con i "tre re" morti, salì sul trono sa'diano Ahmad al-Mansur, fratello di Abu Marwan Abd al-Malik II e zio di Muhammad al-Mutawakkil.